# Daehwa-myeon
Daehwa-myeon (koreanska: 대화면, 大和面) är en socken i kommunen Pyeongchang-gun i provinsen Gangwon i den norra delen av Sydkorea, 130 km öster om huvudstaden Seoul. 